# 王鴻圖
王鸿图（？—？）字筱斋，清末雲南省彌勒縣虹溪人，漢族企業家，清末云南富商。

## 生平
清朝末年，王鸿图繼承父親王炽產業，是云南知名富商，在云南设有“同庆丰”商号，在北京、广州、香港等地设有“天顺祥”商号。因此，他被推为云南商务总会总理。
1908年，滇越铁路即将通车时，王鸿图获悉法国以铁路通车需用电为理由，要求清政府批准在昆明建一座水电站为电源，并包销机器设备，承揽全部工程建设后，乃起意自办电厂。当时，云南劝业道刘岑舫、新任云贵总督李经羲均有自办电厂的想法，但他们提出官商合办后无人响应。此后，王鸿图联合19位云南富商向云南劝业道禀呈，成立商办的云南耀龙电灯有限公司。
1910年2月11日（舊曆正月初二），刘岑舫接到王鸿图等的文案后，当即批复“农工商部注册给照”，并将此案转呈李经羲，李经羲当即批复同意。13日，以王鸿图为首的云南耀龙电灯股份有限公司成立。随后，云南耀龙电灯公司同德国西门子电气公司签订供货合同。同年7月17日，石龙坝水电站开工。
1912年元月，中華民國建立。5月28日，送电典礼在昆明的翠湖海心亭举行，云南商务总会代总理陈德谦宣布“修建石龙坝水电站，乃我云南人民权利所在，为其早日建成开灯，刘君岑舫颇费苦心，左君益轩不辞艰难，诸同仁协力相助，如是告竣。”左益轩宣布“开灯即是”，随即数十盏灯泡亮起。石龙坝水电站成为中国第一个水电站。

## 家庭
- 父：王炽，“同庆丰”商号创始人。